# Проникність
Проникність — здатність середовища (гірських порід, штучних твердих тіл, цементного каменя, плівок тощо) пропускати крізь себе рідини й гази під дією перепаду тиску. Проникність визначає витрату рідини чи газу крізь пористе тіло; характеризується коефіцієнтом проникності. Одиницею вимірювання коефіцієнта проникності в системі SI служить 1 м², тобто проникність такого зразка породи, при фільтрації крізь площу поперечного перерізу якого, рівну 1 м², за довжини 1 м і перепаді тиску в ньому 1 Па, витрата рідини з динамічним коефіцієнтом в'язкості 1 Па•с становить 1 м³/с за справедливості лінійного закону Дарсі.

## Різновиди
ПРОНИКНІСТЬ АБСОЛЮТНА (англ. absolute permeability; нім. absolute Permeabilität f; рос. проницаемость абсолютная) — проникність пористого середовища для газу або однорідної рідини за відсутності фізико-хімічної взаємодії між рідиною і пористим середовищем і за умови повного заповнення пор середовища газом або рідиною.
ПРОНИКНІСТЬ НАПРЯМЛЕНА (англ. directed permeability; нім. gerichtete Permeabilität f; рос. проницаемость направленная) — проникність анізотропного середовища за будь-яким заданим напрямом.
ПРОНИКНІСТЬ ФАЗОВА Зазвичай пустотний простір містить дво- або трифазну систему: нафта — вода, газ — вода, газ — нафта, газ — нафта — вода. Кожен з цих флюїдів впливає на фільтрацію інших. Отже, фазова проникність відображає здатність породи пропускати через себе один флюїд у присутності інших. Тому вона завжди менше абсолютної проникності. Фазова проникність залежить від їх фізико-хімічних властивостей окремих флюїдів, температури, тиску і кількісного співвідношення різних флюїдів. Тому із зменшенням кількості нафти в покладах, при її розробці, фазова проникність нафти падає.
ПРОНИКНІСТЬ НОРМАЛЬНА — синонім терміна «проникність».
ПРОНИКНІСТЬ ФІЗИЧНА — див. проникність абсолютна.

## Пористість і проникність
Пористість (гірських порід) обумовлює проникність — здатність породи пропускати через систему сполучених пор рідини (воду, нафту та інше) і гази або інші суміші за наявності перепаду тиску. Проникність кількісно розкриває фільтраційні властивості колектору.
Через відсутність зв'язку між порами, порода може бути непроникною навіть за високої загальної пористості (крейда, мергель, деякі глини). Проникність тих самих порід для різних флюїдів неоднакова: породи, непроникні для нафти і води, можуть бути проникними для газу (внаслідок його більшої проникної здатності), а породи, що непроникні для високов'язких нафт — проникними для малов'язких.
У нафтогазових колекторах як пористість так і проникність залежать від геостатичного тиску (зворотна залежність) і температури (пряма залежність).